# Flétrissure
Pour les articles homonymes, voir La Flétrissure (mini-série).
La flétrissure est une peine afflictive et infamante, consistant en une marque au fer rouge sur le condamné. Le caractère infamant tient en partie au marquage en place publique. La flétrissure est plus grave que le blâme, l’amende honorable, le pilori et le fouet, mais se situe en dessous de la mutilation, des galères, du bannissement et de la question. Son caractère permanent lui donne un caractère stigmatisant recherché par les juridictions.
Le fer servant à marquer les condamnés prend en France la forme d’une fleur de lys puis en 1724 d'une triple lettre (flétrissure lettrée : V pour voleur, VV pour voleur récidiviste, M pour mendiant récidiviste et GAL pour galérien). Cette peine est abolie par l'article 2 du décret du 26 septembre 1791 puis rétablie par Napoléon. L'article 20 du Code pénal de 1810 prévoit la flétrissure au fer brûlant en place publique sur l'épaule droite : les condamnés sont marqués de l'empreinte des lettres T. P. pour travaux forcés à perpétuité, de la lettre T pour travaux forcés à temps ou de la lettre D pour les déportés[réf. nécessaire]. La lettre F est ajoutée à l'empreinte pour les faussaires, la lettre V pour les voleurs et le numéro du département où siège la Cour criminelle qui a rendu le jugement.

## Prostitution
L'exemple le plus parlant, à ce titre, est celui des prostituées, dont le statut n'a cessé de glisser entre des frontières incertaines, du légal au toléré, du toléré au réprouvé et du réprouvé à l'illégal. Très tôt, au Moyen Âge et jusqu'à la fin de l'Ancien Régime, la répression s'abat sur la prostitution. Poursuivies, condamnées puis marquées, au nom de considérations religieuses, les femmes convaincues de « crime de putanisme » se voient affligées, non seulement d'une pièce de vêtement rayée jaune et rouge en bordure de leur robe, dénotant le déshonneur légal (rayure insultante qui fut, au reste, employée également pour les métiers et conditions considérés comme infamants : acteurs, saltimbanques, bouffons, etc.) mais aussi de flétrissure corporelle.

### Fleurdelysage
En 1485, les filles publiques ont le nez coupé et sont marquées d'un P sur le front, le bras ou la fesse. Leurs maquerelles subissent le même supplice et sont identifiées de la lettre « M » aux mêmes endroits, assortie d'une fleur de lys  Le roi français Charles IX les met hors-la-loi par édit royal :
« Que toutes filles de joie et femmes publiques deslogent de nostre dite cour, dans ledit temps, sous peine de fouet et de la marque (…) ». 
À la mutilation s'ajoute l'humiliation publique : sous Louis XIV, filles à soldats et maquerelles sont promenées à travers la ville sur un âne et fustigées publiquement, parfois portant un écriteau dénonçant leur condition en termes rien moins que châtiés (ainsi le cas de Marie-Jeanne Deduyer condamnée à Brest en 1713).

### Marque de propriété
La marque qui punit et condamne à l'opprobre n'est certes pas l'apanage du pouvoir officiel. Les lois du Milieu sont tout aussi dures à l'égard de celles  que les criminels veulent humilier, châtier mais principalement identifier de façon indélébile. Les souteneurs ont fréquemment immatriculé les femmes qu'ils prostituaient du nom de leurs maîtres et ce, dans les bas-fonds de l'Europe entière.

### Arméniennes réfugiées en Syrie
Un article de 1930 dénonce cette pratique subie par des Arméniennes réfugiées en Syrie, afin de les reconnaître rapidement et de les empêcher de reprendre leur liberté[réf. nécessaire].
« Elles sont vendues de traitant à traitant et marquées par leurs maîtres successifs. Les marques changent selon le désir du maître ou suivant son origine kurde ou arabe. Tantôt le tatoueur dessine des losanges, tantôt des croix, des points, des étoiles, des quartiers de lune. Les endroits tatoués sont en général les plus visibles (mains, front, joues, cou ou lèvres) mais les seins, le ventre sont aussi touchés ».

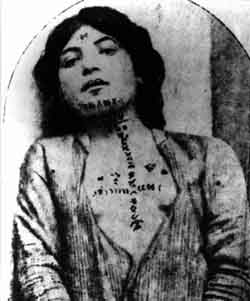
Jeune esclave arménienne tatouée et vendue aux enchères, 1915

Que ce soit en Syrie ou ailleurs, les prostituées désireuses de se libérer du  joug  de leur « protecteur » risquent de subir des représailles : la célèbre « croix-des-vaches » punit celles qui ont « manqué » à la loi du Milieu, autrement dit qui ont trahi. Cette croix-des-vaches, tracée sur les joues au couteau, au rasoir et même à l'aide d'un morceau de sucre (pour retarder la cicatrisation) est conçue pour défigurer celle qui la porte, mais plus encore l'exclut en la désignant comme traître.

### Seconde Guerre mondiale
Le jugement populaire peut être impitoyable, rapide et même expéditif, comme cela fut parfois le cas pendant l'épuration de 1944 en France. On estime à 20 000 le nombre de femmes tondues en public, accusées de s'être compromises avec l'occupant. Cette tonte s'est accompagnée dans quelques cas rares de tatouages, scarifications ou brûlures au fer réalisés par des justiciers improvisés.
Un témoin de Sarlat note que « Nues jusqu'à la ceinture, une croix gammée douloureusement tatouée sur la poitrine, des femmes tondues sont "promenées" à travers la ville ».
Selon une photographie non authentifiée, des détenues de camps de concentration forcées de se prostituer dans les bordels destinés aux gardiens SS, auraient dû porter sur la poitrine un tatouage  spécifiant leur « statut » : Feld-Hure (littéralement, putains en campagne).

## Flétrissures historiques célèbres
À la suite de l'affaire du collier de la reine, la comtesse de la Motte est condamnée à la flétrissure, sous forme d'une marque en V sur la poitrine.

## En littérature
Un des personnages les plus marquants du roman d'Alexandre Dumas Les Trois Mousquetaires, l'aventurière et sulfureuse Milady de Winter, épouse d'Athos, puis amante de d’Artagnan, espionne au service du cardinal de Richelieu, a eu un passé criminel qui lui a valu d'être marquée à l'épaule de l'infamante fleur de Lys que, devenue une personne noble et apparemment respectable, elle s'efforce de dissimuler avec des fonds de teint. 
Lorsqu'au terme d'une torride nuit d'amour avec d'Artagnan, celui ci constate l'existence de la flétrissure, Milady entre dans une colère meurtrière et d'Artagnan se voit contraint de battre en retraite dans le plus simple appareil, tout en tenant à distance Milady de Winter à la pointe de son épée de mousquetaire.